# Gabriela Petrova
Gabriela Petrova (Bulgaria, 29 de junio de 1992) es una atleta búlgara especializada en la prueba de triple salto, en la que consiguió ser subcampeona europea en pista cubierta en 2015.

## Carrera deportiva
En el Campeonato Europeo de Atletismo en Pista Cubierta de 2015 ganó la medalla de plata en el triple salto, con un salto de 14.52 metros, tras la rusa Yekaterina Koneva (oro con 14.69 metros) y por delante de la israelí Hanna Knyazyeva-Minenko.